# Jurij Vasziljevics Vjarhejcsik
Jurij Vasziljevics Vjarhejcsik (Sablon:Lang-be: Юрый Васільевіч Вяргейчык; oroszul: Юрий Васильевич Вергейчик (Jurij Vasziljevics Vergejcsik); 1968. március 5. –) fehérorosz labdarúgócsatár, edző, a Sahcjor Szalihorszk sportigazgatója. Fia Kiril Jurevics Vjarhejcsik.